# Casa Roura
La casa Roura, també coneguda com a Ca La Bianga, és un edifici modernista situat a la Riera de Sant Domènec de Canet de Mar, declarat Bé Cultural d'Interès Local. Avui en dia hi ha un restaurant.

## Història
Entre 1891 i 1892, l'arquitecte Lluís Domènech i Montaner va reformar la casa de la seva cunyada Francesca Roura i Carnesoltes, natural de Canet, i el seu marit Jacint de Capmany. L'arquitecte va dissenyar una residència inspirada en el model de les cases mansió dels Països Baixos, amb unes línies i formes molt similars a l'edifici del cafè restaurant del Parc de la Ciutadella, conegut com a Castell dels Tres Dragons (1887-1888).

## Descripció
Té quatre façanes diferents d'obra vista, combinant l'estil modernista de l'època i les influències medievals, incloent-hi-hi elements fantasiosos i mitològics. La coberta és a dos aigües i està feta de ceràmica vidriada policromada. L'edifici es va completar amb una torre de gran diàmetre situada a la cantonada sud, que feia les funcions de mirador.
La porta principal de fusta té reforços de ferro forjat que també realitzen una funció decorativa. Recorden la R de Roura amb un acabat en forma de drac. A l'interior, hi ha un saló central amb sortida al jardí posterior. Destaca l'acurat treball d'ebenisteria, els paviments de mosaics originals de tessel·les del manjador, i els vitralls de colors. S'hi conserva un gran llar de foc amb diferents element florals sobre la qual destaca un alt relleu amb una al·legoria sobre el descobriment d'Amèrica.